# Tiangong 2
Tiangong 2 (chinesisch 天宮二號 / 天宫二号, Pinyin Tiāngōng Èrhào – „Himmelspalast 2“) war nach Tiangong 1 das zweite Raumlabor der Volksrepublik China. Es war vom 15. September 2016 bis zum 19. Juli 2019 im All.

## Aufbau
Der Rumpf des Raumlabors war insgesamt 10,4 Meter lang und bestand aus einem Mannschafts- und einem Servicemodul, beide zylinderförmig, welche durch einen 1,1 Meter langen Übergang verbunden waren.
Das Mannschaftsmodul war 5 Meter lang und hatte einen Durchmesser von 3,35 Metern. Es enthielt unter anderem Geräte für wissenschaftliche Experimente sowie Bedienelemente für die Raumstation. Außerdem verfügte es über einen Kopplungsadapter für Shenzhou- und Tianzhou-Raumschiffe, über das, anders als bei Tiangong 1, auch eine Betankung des Raumlabors stattfinden konnte.
Zwei Fenster gewährten der Besatzung einen Blick ins All und auf die Erde.
Das Servicemodul war ungefähr 3,3 Meter lang, bei einem Durchmesser von 2,5 Metern. Es enthielt insbesondere das Antriebssystem der Station, welches vom Shenzhou-Raumschiff übernommen worden war. Außen waren zwei Solarmodule zur Stromversorgung angebracht. Die für die Lebenserhaltung nötigen Sauerstoff- und Wasservorräte befanden sich im Übergang zwischen den beiden Modulen. Die Lebenserhaltungssysteme waren im Vergleich zu Tiangong 1 stark überarbeitet worden und ermöglichten einen wesentlich längeren Aufenthalt im Raumlabor. Während die Besatzungen von Shenzhou 9 und Shenzhou 10 nur neun bzw. elf Tage auf Tiangong 1 blieben, konnte Tiangong 2 fast einen Monat besetzt bleiben.

## Nutzung
Tiangong 2 wurde am 15. September 2016 mit einer Rakete des Typs Langer Marsch 2F/T in eine Erdumlaufbahn gebracht. Der Start erfolgte um 16:04 MESZ vom Kosmodrom Jiuquan.
Am 18. Oktober 2016 koppelte das Raumschiff Shenzhou 11 an. Die Raumfahrer Jing Haipeng und Chen Dong bildeten die erste und einzige Besatzung des Raumlabors. Sie blieben 29 Tage lang an Bord und stellten damit einen neuen chinesischen Rekord auf.
Während dieser Zeit erprobten sie unter anderem ein Laufband, um dem Muskelschwund in den Beinen entgegenzuwirken. Eines der Probleme bei der Konstruktion des Laufbands war, die Fußtritte der Raumfahrer so zu dämpfen, dass sie die Fluglage der Raumstation und das Funktionieren der wissenschaftlichen Instrumente nicht beeinflussten. Jing Haipeng und Chen Dong führten Untersuchungen zu den Auswirkungen der Schwerelosigkeit auf den menschlichen Blutkreislauf und fast 40 weitere Experimente an insgesamt 14 Geräten durch.

### Pflanzenzucht
Um Grundlagenforschung für ein zukünftiges Lebenserhaltungssystem zu betreiben, bei dem sich Raumfahrer selbst mit Getreide und Gemüse versorgen könnten, schickten Wissenschaftler vom Institut für Pflanzenphysiologie und -ökologie der Chinesischen Akademie der Wissenschaften unter der Leitung von Zheng Huiqiong (郑慧琼) am 15. September 2016 an Bord des Raumlabors eine Pflanzenzuchtkammer ins All, in der sie Samen von Acker-Schmalwand und Kulturreis in einem Substrat aus Vermiculit und Blähton ausgebracht hatten.
Eines der Versuchsziele war, unter den Bedingungen begrenzter Ressourcen im Weltall den Ernteertrag zu maximieren. Dazu setzten sie die Pflanzen zwei unterschiedlichen Photoperioden aus, was auf der Erde dem lichten Tag entsprochen hätte: einer 16-stündigen Beleuchtung und einer 8-stündigen Beleuchtung.
Acker-Schmalwand ist eine Langtagpflanze, die in Monaten mit langer Sonnenscheindauer blüht, Reis ist eine Kurztagpflanze.
Der einer langen Photoperiode ausgesetzte Acker-Schmalwand wuchs zwar langsamer als die Vergleichspflanzen auf der Erde, er bildete jedoch während der Missionsdauer reife Schoten aus, die von den Raumfahrern geerntet und mit zur Erde genommen wurden. Zheng Huiqiong und ihre Kollegen zogen aus den Samen im Labor die nächste Generation der Pflanzen.
Die Schmalwand-Pflanzen selbst blieben, ebenso wie der Reis, im Raumlabor und wurden ferngesteuert weiter betreut. Dabei stellte sich heraus, dass die einer langen Photoperiode ausgesetzten Schmalwand-Pflanzen 65 Tage länger lebten als die Vergleichspflanzen auf der Erde. Die einer kurzen Photoperiode ausgesetzten Schmalwand-Pflanzen lebten gar 456 Tage länger als die entsprechenden Pflanzen auf der Erde. Auch der Reis wuchs deutlich langsamer als auf der Erde, er bildete keine Körner aus. Ein interessantes Phänomen bei den Reispflanzen war, dass die Guttation, über die die Pflanzen überschüssiges Wasser durch die Blattoberflächen in Tropfenform abgeben, stärker ausgeprägt war als bei den Vergleichspflanzen auf der Erde. Das Phänomen trat sowohl bei der langen als auch bei der kurzen Photoperiode auf, wobei der Effekt bei einer 16-stündigen Beleuchtung stärker ausgeprägt war als bei einer 8-stündigen. Die Wissenschaftler hoffen, dass dieser Effekt eines Tages zur Wasserreinigung im Weltall genutzt werden kann.

### Seidenraupen
Auf Anregung von vier Hongkonger Gymnasiastinnen hatte die Fabrik 529 der Chinesischen Akademie für Weltraumtechnologie zusammen mit der Fakultät für Pflanzenschutz (植物保护学院) der Landwirtschaftlichen Universität Chinas ein Experiment konzipiert, bei dem überprüft werden sollte, ob die Raupen der von einer Vorläufereinrichtung der Universität 1985 auf den Markt gebrachten und in China weit verbreiteten Seidenspinner-Hybridrasse „Herbstüppig × Weisse Jade“ (秋丰×白玉) in der Schwerelosigkeit Kokons spinnen könnten.
Hierzu ließen die Ingenieure aus von der Landwirtschaftlichen Universität zur Verfügung gestellten Eiern 4000 Seidenraupen schlüpfen. Daraus wählten sie zunächst die weißesten aus (damit ihr Verhalten von den Videokameras im Raumlabor gut dokumentiert werden konnte), aus diesen wiederum die größten, also kräftigsten. Dann mussten die Raupen eine Art Raumfahrerausbildung durchlaufen. Sie wurden auf den Rücken gelegt, und diejenigen, die sich am schnellsten wieder auf die Beine stellen konnten, kamen in die nächste Runde. Am Ende wurden sechs Raupen für die Mission ausgewählt.
Seidenraupen besitzen kein Skelett und können der Beschleunigung bei einem Raketenstart schlecht widerstehen. Daher entwarfen die Ingenieure für jede Raupe einen „Raumanzug“ aus Polyurethanschwamm, der sie rundum stützte. Nach der Ankunft im Raumlabor bekam jede Raupe einen eigenen, röhrenförmigen und mit Belüftungslöchern ausgestatteten Wohnbehälter, in dessen Endkappen sich eine Nährpaste aus zerkleinerten und angefeuchteten Maulbeerblättern befand. Die Innenseite des Behälters war mit einem Vliesstoff ausgekleidet, auf dem die Raupe auch in der Schwerelosigkeit herumklettern konnte. Bei der Seidenraupen-Aufzucht auf der Erde werden den Tieren Zweige zur Verfügung gestellt, an denen sie ihre Kokons befestigen können. Das Vlies in den Röhren wurde als Ersatz gut angenommen, und am 26. Oktober 2016, dem siebten Tag nach der Ankunft im Raumlabor, hatten sich fünf der sechs Raupen trotz der Schwerelosigkeit in ordentlichen Kokons eingesponnen.
An sich hätten die Seidenspinner 16 Tage nach dem Einspinnen schlüpfen müssen. Dies geschah jedoch nicht. Als die beiden Raumfahrer am 17. November 2016 das Raumlabor verließen, nahmen sie die Kokons in der Landekapsel ihres Raumschiffs mit zur Erde. Nach der Landung am 18. November 2016 wurden die Kokons zunächst eingefroren.
Am 22. November 2016 übergaben Vertreter der Fabrik 529 die gefrorenen Kokons der Fakultät für Pflanzenschutz.
Nach einigen Vorbereitungsarbeiten wurden die Kokons in einen Brutkasten gelegt. Schließlich schlüpften die Schmetterlinge, paarten sich und legten Eier, aus denen Seidenraupen schlüpften. Dabei gab es relativ viele Mutationen – die Raupen bzw. Puppen waren mehr als 32 Tage der kosmischen Strahlung ausgesetzt – manche der Nachkommen waren groß, andere klein. Mit der weiteren Vermehrung der Weltraumraupen gab es jedoch keine Probleme. Im November 2017 war man bei der dritten Generation von Raupen, die mehr als 10.000 Tiere umfasste.

### Quantenschlüsselübertragung
Während ihrer Zeit im Raumlabor führten Jing Haipeng und Chen Dong auch Versuche zum Quantenschlüsselaustausch durch. Anders als bei dem zwei Monate vorher gestarteten Experimentalsatelliten Micius, der Paare von verschränkten Photonen an zwei weit voneinander entfernte Bodenstationen schickte, die daraus ein One-Time-Pad erzeugten, mit dem sie über irdische Kanäle verschlüsselt miteinander kommunizierten, schickten die Raumfahrer hier mit einem Kommunikationslaser horizontal, vertikal, rechtsdiagonal oder linksdiagonal polarisierte Photonen aus dem All zu einer einzelnen Empfangsstation in China. Dort wurde daraus dann nach dem BB84-Protokoll eine als Einmalschlüssel fungierende Bitfolge erzeugt.
Der Schwerpunkt bei den Versuchen auf Tiangong 2 lag nicht so sehr auf der Verschlüsselung selbst, sondern auf der Übertragung des Schlüssels. Während diese bei Micius, der sich in einer sonnensynchronen Umlaufbahn befand, relativ gut beherrschbar war, bewegte sich das Raumlabor mit einer Geschwindigkeit von 8 km/s in einer um 43° zum Äquator geneigten, 15 Mal pro Tag um ein Stück vorrückenden Umlaufbahn. Von dieser sich ständig bewegenden Basis aus musste der Laser ein 400 km entferntes Teleskop mit einem Spiegeldurchmesser von 1 m treffen.

### Kaltatomuhr
An Bord des Raumlabors befand sich eine vom Shanghaier Institut für Optik und Feinmechanik (中国科学院上海光学精密机械研究所) in Zusammenarbeit mit dem Zentrum für Projekte und Technologien zur Nutzung des Weltalls der Chinesischen Akademie der Wissenschaften konstruierte Atomuhr, bei der ein Rubidium-Atomgas mittels Laserkühlung in mehreren Schritten auf 3,3 μK, also nahe an den absoluten Nullpunkt abgekühlt wurde.
Durch die Schwerelosigkeit lag die Instabilität der Uhr um den Faktor 6 niedriger als bei einer vergleichbaren Atomuhr auf der Erde. Die Instabilität der Uhr in Tiangong 2 betrug 10−16 pro Tag, eine Größenordnung besser als die 10−15 der bislang in Navigationssatelliten eingesetzten Atomuhren.

### Materialforschung
Im Raumlabor Tiangong 2 befand sich ein vom Forschungsinstitut für weltraumbezogene technische Physik Lanzhou der  Chinesischen Akademie für Weltraumtechnologie auf der Basis der bei den Missionen Shenzhou 2 und Shenzhou 3 eingesetzten Schmelzöfen entwickelter Materialforschungsofen. Wie bei den Vorgängermodellen konnten dort jeweils sechs Materialproben einzeln auf bis zu 950 °C erhitzt werden, wobei die Außenschale des Geräts mit bis zu 45 °C allerdings etwas wärmer wurde als auf den Shenzhou-Raumschiffen (40 °C). 
Der wesentliche Unterschied war, dass hier nicht nur sechs von der Herstellerfirma vor dem Start in dem Gerät untergebrachte Proben behandelt werden konnten, sondern dass die Raumfahrer diese nach Ende einer Versuchsreihe entnehmen und gegen neue austauschen konnten. Der Ofen wurde noch im September 2016, direkt nach dem Start des Raumlabors, vom Zentrum für Projekte und Technologien zur Nutzung des Weltalls der Chinesischen Akademie der Wissenschaften per Fernsteuerung in Betrieb gesetzt. Nach ihrer Ankunft im Labor am 18. Oktober 2016 entnahmen Jing Haipeng und Chen Dong die Materialstäbe und ersetzten sie durch sechs neue, dann wieder im November vor ihrer Abreise. Die dritte Versuchsreihe lief dann fernüberwacht bis Dezember 2016.

### Roboterarm

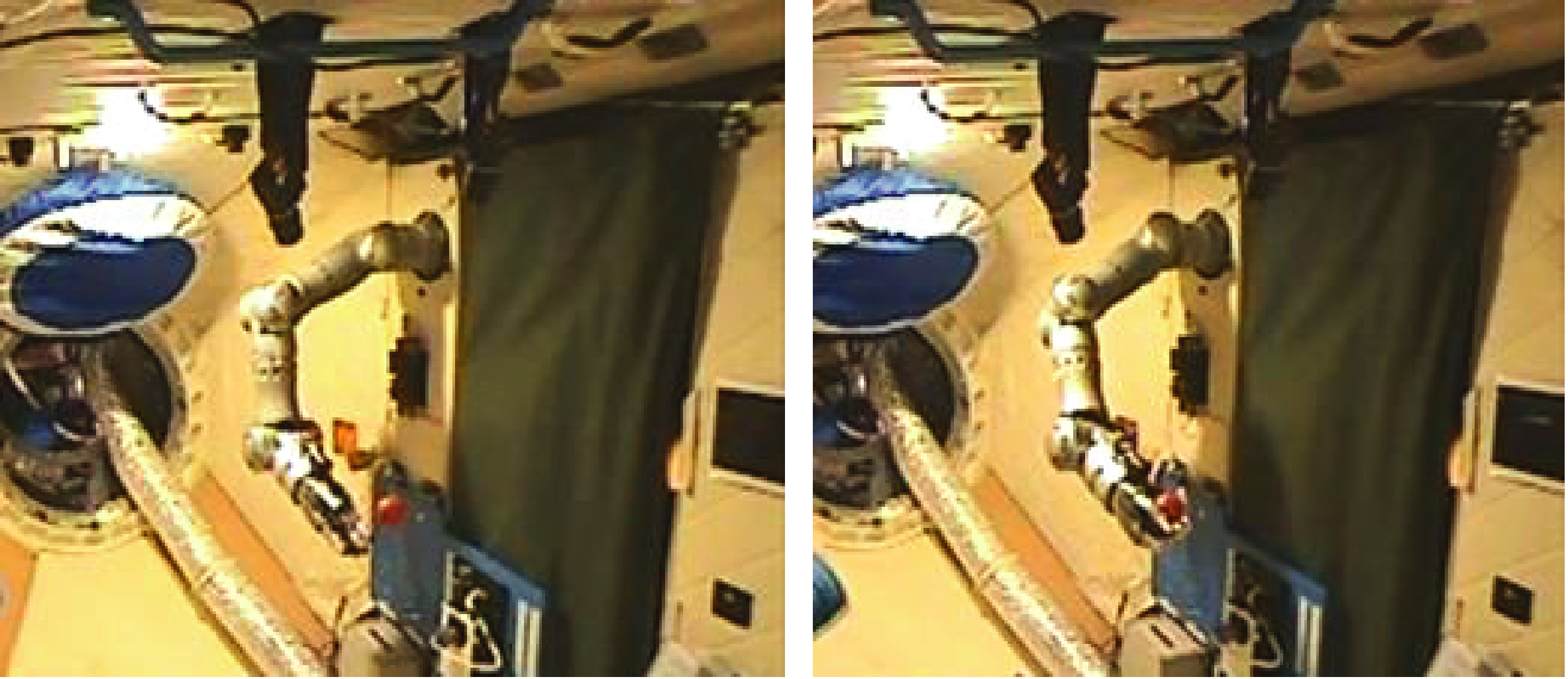
Roboterarm beim Fangen des Balls

An die Steuerbordwand des Mannschaftsmoduls war der mechanische Arm eines in Entwicklung befindlichen Roboter-Raumfahrers der Polytechnischen Universität Harbin montiert.
Der Arm besaß sechs Freiheitsgrade und an seinem unteren Ende eine dem Menschen nachgebildete Hand mit vier Fingern, einem Daumen und einer Kamera. An der Zenitseite (der „Zimmerdecke“) des Raumlabors waren zwei Kameras montiert, die dem Arm eine stereoskopische Wahrnehmung seiner Umgebung ermöglichten. Der Arm mit einer maximalen Belastung von 10 kg musste verschiedene Aufgaben erfüllen, so zum Beispiel Geräte montieren und entfernen oder einen ihm zugeworfenen Ball fangen. Die Deckenkameras konnten mit einem an der Technischen Universität Peking entwickelten, an die Weltraumbedingungen angepassten Kalman-Filter den rot eingefärbten Ball identifizieren und seine jeweilige Position relativ zur Roboterhand so bestimmen, dass diese den mit einer Geschwindigkeit von 4 mm/s auf sie zuschwebenden Ball fangen konnte.
Außerdem konnten die Raumfahrer den Roboterarm mit einem Datenhandschuh steuern. Damit sollten zukünftige Montagearbeiten erprobt werden, die ohne Signallaufzeitzeitverzögerung nicht von der Erde, sondern vor Ort aus der Raumstation gesteuert werden.

### POLAR
Das einzige nichtchinesische Instrument an Bord war das Gammastrahlungs-Polarimeter POLAR (“天极”伽玛暴偏振探测仪), ein Quader von etwa 20 × 20 × 10 cm, der außen an der Zenitseite des Übergangs vom Mannschafts- zum Servicemodul montiert war.
Bei dem 3 Millionen Euro teuren Projekt handelte es sich um eine Kooperation von drei schweizerischen Instituten mit dem Institut für Hochenergiephysik der Chinesischen Akademie der Wissenschaften und dem Nationalen Kernforschungszentrum Polens.
Zwischen Spätherbst 2016 und der Abschaltung des Geräts am 1. April 2017 wurden insgesamt 55 Gammablitze in einem Energiebereich von 50–500 keV registriert, wovon bei 14 die Polarisation bestimmt werden konnte.
Außerdem wurde mit POLAR der Pulsar NP 0532 im Krebsnebel beobachtet und die Veränderung seines Pulsprofils mit der Bewegung des Raumlabors um die Erde dazu genutzt, die Bahnelemente von Tiangong  2 zu bestimmen: große Halbachse, numerische Exzentrizität, Inklination, Länge des aufsteigenden Knotens, Argument der Periapsis, mittlere Anomalie. Bei einem Vergleich mit durch andere Methoden ermittelten Bahndaten stellte man fest, dass der Fehler bei der sogenannten „Pulsarnavigation“ etwa 10 km betrug, sie also durchaus als alternative Methode geeignet war, mit der Raumflugkörper ihre Bahn selbst bestimmen konnten.
Im Juni 2019 wurde das Nachfolgemodell POLAR-2 (伽马暴偏振探测仪二号), an dem nun auch das Max-Planck-Institut für extraterrestrische Physik beteiligt ist, vom Büro der Vereinten Nationen für Weltraumfragen als eine der ersten sechs internationalen Nutzlasten ausgewählt, die vom Büro für bemannte Raumfahrt kostenlos auf der Chinesischen Raumstation installiert werden.
Der Start des neuen Instruments ist für 2024 geplant.

### Begleitsatellit
Am 22. Oktober 2016 um 23:31 Uhr UTC wurde der vom Shanghaier Ingenieurbüro für Mikrosatelliten konstruierte und bei der Shanghaier Akademie für Raumfahrttechnologie gebaute Begleitsatellit Banxing 2 ausgesetzt, der außen am Übergang von Mannschafts- zu Servicemodul des Raumlabors befestigt gewesen war. Der würfelförmige, rundum mit Solarzellen besetzte Satellit war mit 40 cm Seitenlänge etwas kleiner als der bei der Mission Shenzhou 7 eingesetzte Begleitsatellit, aber mit 47 kg etwas schwerer. Er besaß ein verbessertes Ammoniak-Warmgastriebwerk mit einem Schub von 85 Millinewton. Außerdem besaß der Satellit eine 25-Megapixel-Kamera für Fernaufnahmen sowie eine Weitwinkelkamera für Aufnahmen aus der Nähe. Nachdem er einige Fotos des Raumlabors mit dem angekoppelten Shenzhou-Raumschiff im sichtbaren und Infrarot-Spektrum gemacht hatte, entfernte sich der Satellit 500 km, um mit seiner Hauptkamera eventuell gefährlichen Weltraummüll zu identifizieren.

### Raumfrachter

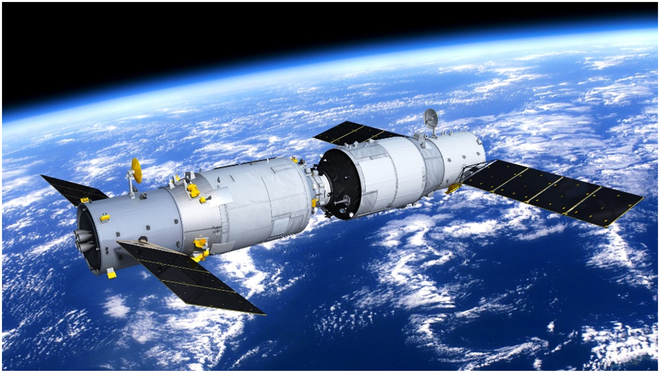
Der an das Raumlabor (rechts) angekoppelte Frachter.

Vom 22. April bis zum 21. Juni 2017 war der unbemannte Raumfrachter Tianzhou 1 angekoppelt, mit einer kurzen Unterbrechung am 19. Juni 2017, wo Flugmanöver geübt wurden. Unter anderem wurde dabei das Auffüllen der Treibstofftanks des Raumlabors getestet, neben der Anlieferung von Versorgungsgütern und Ersatzteilen eine unabdingbare Voraussetzung für den Betrieb der Chinesischen Raumstation ab 2021, die bei Ausweichmanövern etc. immer wieder bewegt werden muss.
Ein weiteres Koppelmanöver desselben Raumschiffs fand am 12. September 2017 statt, bis der Frachter am 17. September 2017 endgültig abkoppelte.

## Deorbit
Im Juli 2019 wurde Tiangong-2 kontrolliert zum Absturz gebracht. Nach mehreren gezielten Bahnsenkungsmanövern trat die Raumstation am 19. Juli 2019 um 15:06 Uhr MESZ in die Erdatmosphäre ein. Sie verglühte größtenteils durch die Hitze während und nach dem Wiedereintritt; kleinere Reste gingen im Südpazifik nieder.
Der Begleitsatellit Banxing 2 war bereits am 15. Juli 2019 in die Atmosphäre eingetreten und verglüht.